# Präadamismus

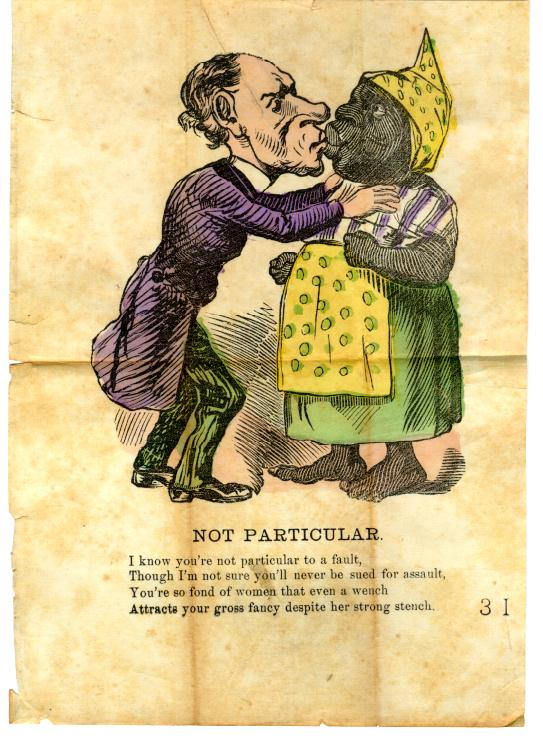
Im Amerika des 19. Jahrhunderts wurde die Präadamitenhypothese zum ideologischen Vehikel des weißen Rassismus.

Als Präadamitenhypothese oder Präadamismus bezeichnet man aus einer kreationistischen Perspektive die Annahme, dass es bereits vor der Erschaffung Adams menschliche Wesen gab. Sie impliziert, dass diese Menschen sowie deren Nachkommen außerhalb der Heilsordnung stehen. Der Begriff Präadamiten wird in diesem Zusammenhang in der Literatur mit einem entsprechenden Bedeutungsspielraum verwendet: Einerseits fungiert er als Synonym für die mutmaßlichen, bereits vor der Schöpfungsgeschichte existenten menschlichen Individuen, andererseits werden zuweilen auch die Verfechter der Hypothese als „Präadamiten“ bezeichnet.
Ideengeschichtlich muss die Präadamitenhypothese ambivalent bewertet werden. Unter aufgeklärtem Gesichtspunkt lieferte sie eine Grundlage für die Entwicklung des modernen Weltbildes unter naturwissenschaftlichem Paradigma (Paläontologie, Evolutionsbiologie). Nicht übersehen werden darf dabei allerdings, dass sie seit jeher auch immer wieder dazu instrumentalisiert wurde, Menschengruppen zu diskriminieren, indem man sie als Nachkommen der Präadamiten (und somit als minderwertig, weil außerhalb der Schöpfungsgeschichte stehend) darstellte.

## Wichtige Vertreter der Hypothese
In der Antike durchaus als machtpolitisches Argument gegen die christliche Weltanschauung verwendet, wurde die Präadamitenhypothese von der Renaissance und der Aufklärung in einem humanistischen Geist zur Entwicklung eines rationalistischen Weltbildes aufgegriffen, um schließlich, gleichsam dialektisch verkehrt, als Argument religiös verbrämter rassistischer Ideologie zu fungieren.

### Antike

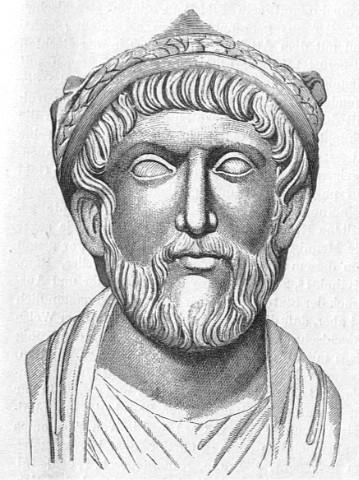
Julian (Bildnis nach der Statue des Kaisers im Louvre, Paris)

Ein früher, politisch motivierter Vertreter der Hypothese war der römische Kaiser Julian (331–363). Er vertrat die Auffassung, dass die Menschheitsgeschichte nicht nur von einem, sondern von einer ganzen Reihe von Urvölkern ausging, die am Anfang der Schöpfung standen. Hintergrund seiner Position war die Ablehnung des Christentums, das Konstantin gefördert hatte, und der Wille zu einer gesellschaftlichen Rückkehr heidnischer Glaubensinhalte.

### Renaissance

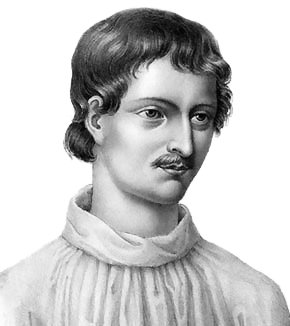
Porträt des Giordano Bruno aus dem Livre du recteur der Universität von Genf von 1578 (?)

1591 argumentierte Giordano Bruno, niemand könne sich tatsächlich vorstellen, dass zum Beispiel das jüdische Volk und die Äthiopier die gleichen Vorfahren gehabt hätten. Also hätten seinerzeit nicht nur ein Adam, sondern mehrere unterschiedliche erste Menschen geschaffen werden müssen, oder die Afrikaner seien die Abkömmlinge präadamitischer Stämme der Menschheit. Bruno ging von in seinen pantheistisch motivierten Naturbetrachtungen, die u. a. von großem Einfluss auf Galileo Galilei waren, von einer Unendlichkeit des Weltalls aus. In der besagten Schrift De l’Infinito, Universo e Mondi (1584) stellte er zudem die These auf, dass es in diesem unbegrenzten Kosmos nicht nur eine unendliche Anzahl von erdenähnlichen Welten, sondern dass es auf ihnen auch intelligente Wesen, also außerirdische Intelligenz, gebe (siehe unten: Sonstiges).

### Isaac La Peyrère und die Aufklärung
Als Vater der modernen präadamitischen Theorie gilt im Allgemeinen der Franzose Isaac de La Peyrère. In seinem 1655 veröffentlichten Buch Prae-Adamitae berief er sich auf die Worte des Apostels Paulus im Römerbrief (Röm 5,12–14 ) so, dass, „wenn Adam in einem moralischen Sinne gesündigt hat, es auch ein adamitsches Gesetz gegeben haben muss, nachdem er gesündigt hat. Wenn das Gesetz mit Adam begann, dann muss es vor Adam eine gesetzlose Welt gegeben haben, in der Menschen lebten.“ Nach La Peyrère gab es also zwei Schöpfungen, erst die der Heiden und dann die des Adam, des Stammvaters der Juden. La Peyrère dachte, die Annahme präadamitischer Existenz erkläre auch die Lebensumstände Kains nach der Ermordung Abels, denn laut der Genesis nahm er sich eine Frau und gründete eine Stadt.

### Rassenideologische Instrumentalisierung im 19. Jahrhundert

Samuel Morton

In dieser Annahme über heilsgeschichtlich differenzierte Ursprünge der Menschheit ist auch ein Ansatz des modernen Rassismus begründet; denn während in der Aufklärung der Präadamismus weitestgehend als Herausforderung für die Verfechter biblischer Schöpfungstheoretiker angenommen wurde, wandelte sie sich im 19. Jahrhundert zum rassenideologischen Argument.
So wurde vor dem Hintergrund der Deutung von Kains Frau als Präadamitin das Kainsmal als die dunkle Hautfarbe gedeutet, mit der die Nachfahren dieser Verbindung folglich auf immer gezeichnet sind – diese im 18. Jahrhundert in Europa entstandene Idee wurde später durch eine Reihe von amerikanischen Autoren aufgegriffen, vor allem durch Südstaatler nach dem verlorenen Bürgerkrieg. Die Mormonen erhoben diese Ansicht zwischenzeitlich sogar zum Dogma, indem sie den Schwarzen die in ihrer Religion sehr bedeutsame, allen Männern gespendete Priesterweihe versagten. Ebenso steht die pseudowissenschaftliche Rassentheorie eines Samuel Morton oder eines Josiah C. Nott in dieser Tradition. Auch der extreme Anglo-Israelismus sowie die antisemitische Christian-Identity-Bewegung rekurriert auf eine rassistische Auslegungsweise der präadamitischen Hypothese.

## Präadamiten im islamischen Glauben
Anders als in der christlichen Glaubensvorstellung war die Annahme von Lebewesen vor Adam integraler Bestandteil der islamischen Lehre. Traditionell wurde das in Wort khalîfa in Sure 2 Vers 30 mitunter als Nachfolger einer bereits existierenden Spezies, die mit den Dschinn identifiziert wird, verstanden. Demnach hätte Gott bereits vergangene Zivilisationen ausgelöscht, nachdem diese Unheil stifteten und sich gegenseitig töteten, und der Mensch sei ein Nachfolger dieser Zivilisationen. Manche islamischen Sekten, wie die Alawiten, arbeiteten die Vorstellung von präadamitischen Lebewesen weiter aus und fügten einen Zirkel bestehend aus sechs verschiedenen Wesen hinzu: Hinn, Binn, Timm, Rimm, Dschann und Dschinn, die eine Entwicklung des Bösen bis zum Auftauchen von Adam, symbolisierten.
Auch wenn die Vorstellung, dass vor Adam menschenähnliche Lebewesen die Erde bewohnt hätten, grundsätzlich akzeptiert wurde, so war die Vorstellung, dass es gar andere Menschen waren, umstritten. Nach jener umstrittenen Vorstellung hätten bereits mehrere Adams auf der Erde existiert, deren Nachfahren jeweils über 50.000 Jahre auf Erden weilten. Diese Vorstellung war vor allem unter Sufis und Ismailis dennoch akzeptiert.

## Sonstiges

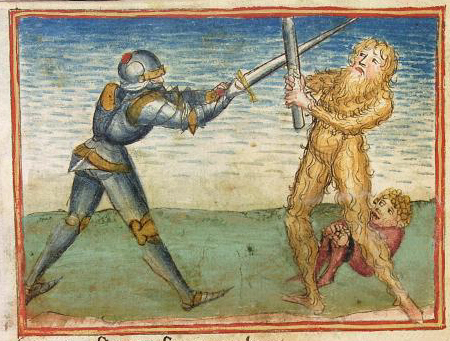
Cod. Pal. germ. 67, Blatt 19r (Ausschnitt) – Dietrich im Kampf mit dem Wilden Mann. Zu Füßen des Wilden Mannes der Zwerg Baldung (Werkstatt des Ludwig Henfflin, um 1470)

In den Märchen und Mythen vieler Völker spiegelt sich die Idee eines präadamitischen Wesens im Typos des wilden Manns wider.
Isaac La Peyrère, der sich auch intensiv mit der Geschichte  Grönlands und  Islands auseinandersetzte, nahm an, dass die präadamitischen Völker ursprünglich in der Polarregion beheimatet waren. Wichtige Autoren der phantastischen Literatur wie Edgar Allan Poe, Jules Verne, Kurd Laßwitz oder auch der Expressionist Georg Heym griffen dieses Motiv in ihren Texten auf.

## Sekundärliteratur
- Paul Richard Blum: Giordano Bruno. Beck, München 1999, ISBN 3-406-41951-8.
- Klaus Bringmann: Kaiser Julian. (= Gestalten der Antike). Primus, Darmstadt 2004, ISBN 3-89678-516-8.
- Jon Krakauer: Mord im Auftrag Gottes. Eine Reportage über religiösen Fundamentalismus. Piper, München 2004, ISBN 3-492-24276-6.
- Joachim Metzner: Persönlichkeitszerstörung und Weltuntergang. Das Verhältnis von Wahnbildung und literarischer Imagination. Niemeyer, Tübingen 1976 (= Studien zur deutschen Literatur, Band 30).
- Martin Schneider: Das Weltbild des 17. Jahrhunderts. Philosophisches Denken zwischen Reformation und Aufklärung. Wissenschaftliche Buchgesellschaft, Darmstadt 2005, ISBN 3-534-15764-8.